# Uriah Heep Live
«Uriah Heep Live» — подвійний концертний альбом британського рок-гурту «Uriah Heep», випущений у квітні 1973 року в США лейблом «Mercury Records», а в травні 1973 року у Великій Британії — «Bronze Records». Альбом «Uriah Heep Live» був записаний звукорежисером Аланом Перкінсом за допомогою «Pye Mobile Unit» і став першим концертним альбомом гурту.
Поки група була на гастролях у Сполучених Штатах, альбом дійшов до 13-ї позиції в рейтинзі альбомів Великої Британії.
Оригінальна упаковка альбому була типовою для рок-альбомів початку 1970-х років зі світлинами учасників гурту на розвороті.
12 жовтня 1973 року альбом «Uriah Heep Live» став «золотим», отримавши сертифікацію Американської асоціації компаній звукозапису (RIAA); це був третій золотий альбом колективу.
У 1989 році «Mercury Records» випустила альбом на компакт-диску (через часові обмеження диску — без «Rock 'n' Roll Medley»). Але на всіх наступних виданнях попурі «Rock 'n' Roll Medley» було наявне.

## Треклист
LP 1
Сторона 1
1. Introduction / Sunrise — 3:50
2. Sweet Lorraine — 4:27
3. Traveller In Time — 3:20
4. Easy Livin' — 2:43

Сторона 2
1. July Morning — 11:23
2. Tears In My Eyes — 4:34

LP 2
Сторона 3
1. Gypsy — 13:32
2. Circle of Hands — 8:47

Сторона 4
1. Look at Yourself — 5:57
2. The Magician's Birthday — 1:15
3. Love Machine — 3:07
4. Rock 'n' Roll Medley: Roll Over Beethoven / Blue Suede Shoes / Mean Woman Blues / Hound Dog / At the Hop / Whole Lotta Shakin' Goin' On / Blue Suede Shoes — 8:17

## Учасники запису
Uriah Heep:
- Девід Байрон — вокал
- Мік Бокс — гітара, вокал
- Кен Генслі — клавішні, вокал
- Гері Тейн — бас, вокал
- Лі Керслейк — ударні, вокал

Інші:
- Джеррі Брон — продюсер
- Пітер Галлен — допомагаючий продюсер
- Алан Перкінс, Невілл Кроз'є, Річард Бранд — звукорежисери на концерті
- Ешлі Гау — зведення в студії